# بهرام باجلان
بهرام باجلان (زادهٔ ۲۰ آذر ۱۳۳۸) خواننده و مُدرس آواز اهل ایران است.

## زندگی هنری
بهرام باجلان، ۲۰ آذر ۱۳۳۸ در تهران در خانواده‌ای اهل شهرستان ازنا در استان لرستان متولد شد. او آموزش موسیقی و شاهنامه‌خوانی را ابتدا نزد پدر و دایی خود آغاز کرد. پس از آن، از آموزش‌های هنرمندانی نظیر: علی‌اصغر بهاری، نصرالله ناصح‌پور، عبدالوهاب شهیدی و حسین عمومی بهره‌مند شد. وی همچنین غیر از تحصیل آواز ایرانی، به نواختن سه‌تار نیز پرداخته‌است. او در سال ۱۳۷۸ به سوئد رفت و در دانشگاه استکهلم به تحصیل موسیقی و صداسازی و همچنین آموزش سه‌تار مشغول شد. بهرام باجلان غیر از آثار موسیقی منتشر شده، کنسرتهایی در کشورهای آلمان، سوئد و آمریکا برگزار کرده‌است.
بهرام باجلان همچنین مدرسِ آواز در رویال کالج استکهلم و عضو هیئت امنای «مکتب آواز ایران» است. او با هنرمندانی نظیر: فرامرز پایور، جلیل شهناز، محمد اسماعیلی، عطاالله جنگوک و … همکاری داشته‌است. بهرام باجلان همچنین در زمینهٔ عکاسی نیز فعالیت دارد. او در تیر ۱۳۹۷ نمایشگاه انفرادی از آثار عکاسی خود را برگزار کرد. در مهر ۱۳۹۴، در مراسم افتتاح «مکتب آواز ایران» از بهرام باجلان به همراه چند هنرمند دیگر، تقدیر به عمل آمد.

## آثار هنری
از جمله آثار بهرام باجلان، به موارد زیر می‌توان اشاره نمود:

### آلبوم موسیقی
- «سروش بهار» به آهنگسازی فرامرز پایور[۱۱]
- «چشمه‌ساران» به آهنگسازی حسین فرهادپور[۱۲]
- «مونس جان» به آهنگسازی جمشید عندلیبی[۱۳]
- «سرو و ماه» به آهنگسازی عطاءالله جنگوک[۱۴]
- «آن روزها» (به همراه: فریدون پوررضا، مجتبی عسگری، وحید تاج) به آهنگسازی احسان ذبیحی‌فر[۱۵]

### تصنیف
- «شب دریایی» به آهنگسازی فرود گرگین‌پور[۱۶]
- «کاشانه جان» به آهنگسازی محمد آذری[۱۷]
- «گل افشان» به آهنگسازی محمدجلیل عندلیبی[۱۸]
- «عشق ازل» به آهنگسازی محمدجلیل عندلیبی[۱۹]
- «ملکا» به آهنگسازی محمدجلیل عندلیبی[۲۰]
- «ریحان» به آهنگسازی محمدجلیل عندلیبی[۲۱]
- «بخت سعید» به آهنگسازی محمدجلیل عندلیبی[۲۲]
- «برداشتی از مثنوی» به آهنگسازی سعید فرج‌پوری[۲۳]
- «فرقت یار» به آهنگسازی مهرداد دلنوازی[۲۴]
- «ایام دل» (آواز و تصنیف) به آهنگسازی جمال جهانشاد[۲۵]
- «کی رفته‌ای ز دل» به آهنگسازی هادی آرزم[۲۶]
- «مسیحا دم» به آهنگسازی محمد عبدالصمدی[۲۷]
- «مهربانان» به آهنگسازی حمیدرضا طاهری[۲۸]
- «نسیم آسا» به آهنگسازی سعید اردیانی[۲۹]
- «بهار امید» به آهنگسازی شهرام توکلی[۳۰]
- «مزرع سبز فلک» به آهنگسازی اسکندر ابراهیمی زنجانی[۳۱]